# Gazdaságfejlesztési és innovációs operatív program
A Gazdaságfejlesztési és innovációs operatív program (GINOP) a magyar gazdaság fenntartható növekedését, a magas hozzáadott értékű termelés és a foglalkoztatás bővítését célul kitűző, 2013-ban létrehozott, a 2014–2020-as időszakra vonatkozó kormányzati program. A program részeként a második Orbán-kormány öt nemzeti prioritást, stratégiai célt jelölt ki a programhoz készült partnerségi megállapodásban:
1. a gazdasági szereplők versenyképességének javítása és nemzetközi szerepvállalásuk fokozása;
2. a foglalkoztatás növelése a gazdasági növekedés elősegítése és a társadalmi felzárkóztatás révén;
3. az energia- és erőforrás-hatékonyság növelése;
4. a társadalmi felzárkóztatási és népesedési kihívások kezelése;
5. a gazdasági növekedést segítő helyi és térségi fejlesztések megvalósítása.

Ezen célok végrehajtását hét operatív program segíti elő. Ezek közül a legnagyobb forrásaránnyal bíró program a Gazdaságfejlesztési és innovációs operatív program (GINOP). Az operatív program tartalmát az Európai Parlament és a Tanács 1303/2013 rendeletének I. mellékletét képező közös stratégiai keret alapján, a Tanács 2010/410/EU számú, a tagállamok számára adott ajánlását figyelembe véve, illetve az Unió gazdaságpolitikájára vonatkozó átfogó iránymutatásokat szem előtt tartva készült. Az operatív program a Strukturális Alapok közül kettő, az Európai Regionális Fejlesztési Alap (ERFA) és az Európai Szociális Alap (ESZA) támogatásaiból részesül. A program céljai, prioritásai és intézkedései összhangban állnak az Európai Parlament és a Tanács 1301/2013. számú, az Európai Regionális Fejlesztési Alapról szóló rendeletében rögzített szabályokkal. Ennek értelmében az ERFA fő feladata a regionális fejlődés elősegítése, a gazdasági tevékenységek harmonikus, kiegyensúlyozott és fenntartható fejlesztése, valamint a versenyképesség magas fokához, a foglalkoztatottság magas szintjéhez, a férfiak és nők közti esélyegyenlőséghez és a környezet védelméhez való hozzájárulás. A program emellett összhangban van az Európai Parlament és a Tanács 1304/2013. számú, az Európai Szociális Alapról szóló rendeletével. Ennek értelmében a GINOP a foglalkoztatás bővítését, a folyamatos tanulást és a leszakadó társadalmi rétegek felzárkóztatását tűzi ki célul. A partnerségi megállapodás, valamint a strukturális alapok integrált jellegéből adódóan, az egymást erősítő hatások kihasználása érdekében a program épít valamennyi operatív program eredményeire is.

## Prioritásai
A GINOP prioritásai (1) a kkv, (2) a K+F+I, (3) az IKT, (4) az energia, (5) a foglalkoztatás, (6) a szakképzés, (7) turizmus illetve a (8) pénzügyi eszközökhöz alkalmazásának területeire terjednek ki.

## További információ
- GINOP hivatalos oldala
- http://www.eszkozbeszerzes.com/ginop-palyazatok Archiválva 2014. november 8-i dátummal a Wayback Machine-ben